# Spider-Man 3: Invasion of the Spider-Slayers
Pour les articles homonymes, voir Spider-Man 3 (homonymie).
 (avril 2020).
Si vous disposez d'ouvrages ou d'articles de référence ou si vous connaissez des sites web de qualité traitant du thème abordé ici, merci de compléter l'article en donnant les références utiles à sa vérifiabilité et en les liant à la section « Notes et références ».
Spider-Man 3: Invasion of the Spider-Slayers, est un jeu vidéo de type action-plates-formes développé par Bits Studios et édité par LJN en 1993 sur Game Boy. Le jeu fait suite à Spider-Man 2.
Comme son titre l'indique, il est proposé au joueur de vivre une aventure avec l'homme araignée connu sous le nom de Spider-Man.